# Fernandina Beach
Fernandina Beach är en stad (city) i Nassau County, belägen på ön Amelia Island i den nordöstra delen av delstaten Florida i USA. Enligt United States Census Bureau har staden en folkmängd på 11 624 invånare (2011) och en landarea på 28,8 km². Fernandina Beach är huvudort i Nassau County och ligger i närheten av Jacksonville.
Den första europeiska bosättningen på platsen etablerades av spanjorer år 1573. Sedan dess har ön tillhört 8 olika statsbildningar (inklusive Amerikas konfedererade stater), vilket ingen annan ort i dagens USA har gjort.

## Övrigt
Den amerikanska filmatiseringen av Astrid Lindgrens Pippi Långstrump spelades in i Fernandina Beach under sommaren 1987.